# Az ördög szeme (film, 1960)
Az ördög szeme (eredeti cím: Djävulens öga) egy 1960-ban bemutatott Ingmar Bergman által rendezett svéd fantasztikus vígjáték.

## Történet
A Sátán (Stig Järrel) szemét kimondottan szúrja a lelkész (Nils Poppe) lányának, Britt-Marie (Bibi Andersson) tisztasága. Hogy megszabaduljon ettől a kellemetlenségtől Don Juant (Jarl Kulle) küldi fel a Pokolból, hogy vegye el a húszéves lány szüzességét és szerelemben vetett hitét. Britt-Marie mégis ellen tud állni a csábításnak, és végül minden fordítva történik, mert Don Juan szeret bele a lányba. A tény, hogy elsőnek esik szerelembe a férfi sokat veszít a legendás vonzerején, ezért visszatér a Pokolba.

## Szereposztás
| Színész            | Karakter                          |
| ------------------ | --------------------------------- |
| Jarl Kulle         | Don Juan                          |
| Bibi Andersson     | Britt-Marie                       |
| Stig Järrel        | Sátán                             |
| Nils Poppe         | lelkész                           |
| Gertrud Fridh      | Renata                            |
| Sture Lagerwall    | Pablo                             |
| Georg Funkquist    | Armand de Rochefoucauld gróf      |
| Gunnar Sjöberg     | Giuseppe Maria de Macopanza márki |
| Allan Edwall       | démon                             |
| Gunnar Björnstrand | színész                           |

## Fordítás
- Ez a szócikk részben vagy egészben  a   The_Devil's_Eye című angol Wikipédia-szócikk fordításán alapul.  Az eredeti cikk szerkesztőit annak laptörténete sorolja fel. Ez a jelzés csupán a megfogalmazás eredetét és a szerzői jogokat jelzi, nem szolgál a cikkben szereplő információk forrásmegjelöléseként.